# Дмитриев, Николай Дмитриевич (музыкант)
Николай Дмитриевич Дмитриев (1829, Москва — 1893, Таганрог) — русский музыкант, композитор, пианист, дирижёр, музыкальный педагог.

## Биография
Родился 24 июля (5 августа) 1829 года в Москве, в мещанской семье. Получил хорошее домашнее образование, в том числе музыкальное; владел несколькими иностранными языками. В пятнадцатилетнем возрасте экстерном сдал экзамены в Тамбовской гимназии и получил место домашнего учителя. Игре на фортепиано учился у А. И. Виллуана. В 1840-х годах концертировал в Москве, в 1850-х годах — в различных городах России. Неоднократно выступал на благотворительных концертах в качестве пианиста и дирижёра в различных русских городах (Вятка, Таганрог, Мариуполь, Казань, Рязань).
Со второй половины 1850-х годов служил сначала , затем в судебном ведомстве. С 1857 года жил в Харькове, где одновременно выступал и преподавал игру на фортепиано; среди учеников — Н. В. Лысенко; в 1861 году организовал квартетные вечера. С 1863 года служил в канцелярии рязанского губернатора. В начале 1870-х годов состоял на службе в судебном ведомстве; сначала — в Казани. В 1874 году был назначен чиновником Вятского окружного суда; проработал здесь 11 лет. Был одним из инициаторов вятского музыкального кружка, организованного в 1882 году.
В 1885 году из-за болезни был переведён в Таганрог, где прожил до конца своей жизни.
Умер в Таганроге 15 (27) июля 1893 года.
Автор одной симфонии (не завершена), около 100 романсов (издано около половины), фортепианных пьес. Романс «Сосна» («На севере диком…») на стихи М. Ю. Лермонтова посвящённый певцу А. М. Додонову, не утратил популярности до настоящего времени. Другой известный романс Дмитриева — «Под душистою веткой сирени».

## Комментарии
1. ↑  В их числе: Нет не тебя я пылко так люблю, Не молись за меня, Она никогда его не любила, Ах, ты бедность горемычная, Как здоров да молод, Элегия (из Байрона): Душа моя мрачна, Не скажу никому, Пред образом, О муза! Я у двери гроба, Не говори что сердцу больно, Вырыта заступом яма глубокая, Вьется речка по песочку, Обыкновенная повесть. Баллада, Ты напрасно меня не зови, Отчего так бледны и печальны розы, Есть в море перл, Я вновь один, Я б умереть хотел, Ворон. Баллада, Мне скучно без тебя.